# ČZ vz. 27
ČZ vz. 27 je čehoslovački poluautomatski pištolj temeljen na prethodniku vz. 24. Pištolj nosi i oznaku CZ 27 kao način numeriranja proizvoda u tvornici oružja Česká zbrojovka nakon 2. svjetskog rata.
Nakon njemačke okupacije Čehoslovačke 1938. godine, pištoljem su se naoružale njemačke vojne i policijske snage koje su koristile oznaku P27. Njegova proizvodnja nastavila se i poslije rata sve do početka 1950-ih. Proizvedeno ih je preko 500.000 a izvozio se u mnoge zemlje diljem svijeta. S druge strane, u Izrael je prokrijumčareno 500 komada ovih pištolja uoči osnivanja židovske države i kasnijih arapskih sukoba.

## Korisnici
- Čehoslovačka: velika primjena u čehoslovačkoj vojsci i policiji.[2]
- Švicarska
- Turska: u zemlju je uvezeno 3.286 pištolja.[4]
- Ujedinjeno Kraljevstvo[4]
- JAR[4]
- Egipat[4]
- Kenija[4]
- Pakistan[4]
- Indija[4]
- Brazil[4]
- Ekvador[4]
- Bolivija[4]
- Venezuela[4]
- Poljska[4]
- Nacistička Njemačka: nacistička vojska i policija je koristila pištolje nakon okupacije Čehoslovačke pod oznakom P27.
- Etiopija: etiopskom vladaru Haileu Selassiju je u prosincu 1948. darovano pet pištolja ČZ 247 koji su automatska inačica ČZ vz. 27.[4]
- Izrael: zemlja je vojnim ugovorom naručila 7.000 vz. 27 pištolja, ali se to ne može potvrditi.[4] Naime, čehoslovačko tvrdolinijsko komunističko vodstvo koje nije podržavalo cionizam, naredilo je da se sve evidencije koje dokazuju prodaju oružja unište ili sakriju.[4] Isto tako, poslijeratna politička klima je imala snažan utjecaj na izvoz oružja.[4] Neki izvori navode da je zemlji dostavljeno svega 500 pištolja.[5] Inače je Izraelu iz Čehoslovačke dostavljena velika količina pješačkog oružja i streljiva domaće i njemačke proizvodnje u razdoblju od 1947. do 1949.[6]

## Pištolj u popularnoj kulturi
- Pištolj je koristio Ralph Fiennes u kultnom filmu Stevena Spielberga, Schindlerova lista.[7]

## Vanjske poveznice
- Cz 27  Arhivirana inačica izvorne stranice od 8. srpnja 2012. (Wayback Machine)
- Pistole ČZ vz. 27  Arhivirana inačica izvorne stranice od 29. siječnja 2011. (Wayback Machine)